# Neoallochernes stercoreus
Neoallochernes stercoreus är en spindeldjursart som först beskrevs av Frank Archibald Sinclair Turk 1949.  Neoallochernes stercoreus ingår i släktet Neoallochernes och familjen blindklokrypare. Inga underarter finns listade i Catalogue of Life.